# Obereopsis sappalensis
Obereopsis sappalensis là một loài bọ cánh cứng trong họ Cerambycidae.